# Flight of the Conchords (serie televisiva)
Flight of the Conchords è una serie televisiva statunitense di genere commedia, trasmessa su HBO in due stagioni tra il 2007 e il 2009, mentre in Italia va in onda su MTV a partire dal 13 ottobre 2010.

## Trama
La serie racconta le peripezie dei Flight of the Conchords, una band neozelandese (realmente esistente) formata da Jemaine e Bret, nel loro tentativo di conquistare il mercato americano. I due vengono assistiti da Murray Hewitt, loro agente e vice-addetto alla cultura al consolato neozelandese. Devono inoltre difendersi dalle continue avance di Mel, loro unica fan americana e loro stalker. A dare loro consigli sull'amore e sulla cultura americana è l'amico Dave.
Ogni episodio è inframmezzato dalle canzoni del gruppo, inserito nella trama in vari modi: come parte della trama, come dialogo, come monologo interiore. Almeno una volta per ogni episodio, una canzone è presentata come in un videoclip.

## Episodi
| Stagione         | Episodi | Prima TV originale | Prima TV Italia |
| ---------------- | ------- | ------------------ | --------------- |
| Prima stagione   | 12      | 2007               | 2010            |
| Seconda stagione | 10      | 2009               | 2011            |